# 最高の仕打ち
『最高の仕打ち』（さいこうのしうち）は、片平里菜の2枚目のオリジナルアルバム。2016年2月3日にポニーキャニオンから発売された。

## 概要
前作『amazing sky』からおよそ1年6カ月ぶのアルバム。
ライブでの定番曲「最高の仕打ち」のほか、先行シングル『この涙を知らない』、TOKYO FM×Toppoタイアップ曲「誰もが」、シングル曲「煙たい」、TBS『王様のブランチ』タイアップ曲「誰にだってシンデレラストーリー」、J SPORTSの野球中継番組『J SPORTS STADIUM』のテーマソング「スターター」といったシングル曲や既発表曲を含む計14曲が収められる。初回限定の完全数量限定生産盤と通常盤の2形態がリリースされ、初回限定盤は2015年7月12日に福岡・住吉神社能楽殿で開催されたマイクもスピーカーも使用しない完全生声での弾き語りライブの模様を収めたDVDと「片平里菜オリジナルラジオCD」と題したボーナスCDが付属する3枚組となっている。またDVDには生声ライブ映像の他、「煙たい」、「誰にだってシンデレラストーリー」、「この涙を知らない」のミュージックビデオも収録されている。
本作に収録されている楽曲「最高の仕打ち」を原作とした映画が2016年に制作されている（後述）。
2023年現在まで映像作品含めた片平の全音楽作品で唯一オリコンTOP10入りを果たした作品である。

## 解説
前作『amazing sky』と同様、さまざまな顔ぶれが編曲およびプロデュースで参加。SCANDAL、亀田誠治、cinema staff、ミト（クラムボン）、安野勇太（HAWAIIAN6、The Yasuno N°5 Group）、伊澤一葉（元東京事変、あっぱ、the HIATUS）、石崎光、Babi、島田昌典、須長和広が片平の新しい魅力を引き出している。

## 収録曲
- 全作詞・作曲：片平里菜

1. この空を上手に飛ぶには （1:46）
  - 編曲：伊澤一葉
2. 誰もが （5:31）
  - 編曲：WABISABI

4枚目のシングル。両A面。
TOKYO FM『SCHOOL OF LOCK!』とロッテ「TOPPO」による受験生応援プロジェクト【Toppa】（突破）の公式応援ソング。
3. Party （4:08）
  - 編曲：SCANDAL
4. 誰にだってシンデレラストーリー （4:12）
  - 編曲：WABISABI

TBS系『王様のブランチ』 2015年8月・9月度エンディングテーマ。
5. Love takes time （4:57）
  - 編曲：mito
6. あの頃、わたしたちは （5:08）
7. 舟漕ぐ人 （4:53）
  - 編曲：須長和広

東北6県限定で放送のイオン「にぎわい東北」CMソング。
8. スターター （3:56）
  - 編曲：石崎光

スポーツ専門テレビ局『J SPORTS』のプロ野球中継番組『J SPORTS STADIUM』のテーマソング。
9. 大人になれなくて （4:48）
  - 編曲：cinema staff
10. この涙を知らない （5:29）
  - 編曲：島田昌典

6thシングル。
11. BAD GIRL （3:42）
  - 編曲：亀田誠治
12. 煙たい （4:22）
  - 編曲：石崎光

4枚目のシングル。両A面。
ミュージック・ビデオがMTV VMAJ2015 BEST FEMALE VIDEOにノミネート。
13. 最高の仕打ち （6:02）
安野勇太（HAWAIIAN6、The Yasuno N°5 Group）のアコースティックギターに乗せて歌う一発録りのレコーディング。
アルバムタイトルでもあるこの曲は以前からライブでは歌われていたものの、音源化はされていなかった。
14. そんなふうに愛することができる? （5:11）
  - 編曲：Babi

### 初回限定盤CD
- 片平里菜オリジナルラジオCD「Original Radio CD -カタリナFM-」

### 初回限定盤DVD
| #   | タイトル | 作詞 | 作曲・編曲 |
| --- | --- | ---- | ---------- |
| 1.  | 「煙たい」(ミュージック・ビデオ)                                                                                    |      |            |
| 2.  | 「誰にだってシンデレラストーリー」(ミュージック・ビデオ)                                                            |      |            |
| 3.  | 「この涙を知らない」(ミュージック・ビデオ)                                                                          |      |            |
| 4.  | 「そんなふうに愛することができる?」(弾き語りワンマンツアー2015"最高の仕打ち"@2015.07.12福岡住吉神社能楽殿 生声LIVE) |      |            |
| 5.  | 「煙たい」(弾き語りワンマンツアー2015"最高の仕打ち"@2015.07.12福岡住吉神社能楽殿 生声LIVE)                          |      |            |
| 6.  | 「BAD GIRL」(弾き語りワンマンツアー2015"最高の仕打ち"@2015.07.12福岡住吉神社能楽殿 生声LIVE)                        |      |            |
| 7.  | 「舟漕ぐ人」(弾き語りワンマンツアー2015"最高の仕打ち"@2015.07.12福岡住吉神社能楽殿 生声LIVE)                        |      |            |
| 8.  | 「Oh JANE」(弾き語りワンマンツアー2015"最高の仕打ち"@2015.07.12福岡住吉神社能楽殿 生声LIVE)                         |      |            |
| 9.  | 「小石は蹴飛ばして」(弾き語りワンマンツアー2015"最高の仕打ち"@2015.07.12福岡住吉神社能楽殿 生声LIVE)                |      |            |
| 10. | 「始まりに」(弾き語りワンマンツアー2015"最高の仕打ち"@2015.07.12福岡住吉神社能楽殿 生声LIVE)                        |      |            |

## 映画
『最高の仕打ち』は、片平里菜の楽曲「最高の仕打ち」を原作とした映画作品。監督は川村清人、主演は富山えり子と片平のダブル主演。第8回沖縄国際映画祭出品作品。

### キャスト
- 片平里菜 - 片平里菜（本人）
- 富山えり子
- ami(J☆Dee'Z)
- 板倉俊之（インパルス）
- ヒッキー北風
- 中村陽介（ぺんぎんナッツ）
- いなのこうすけ（ぺんぎんナッツ）
- 奥秋直人